# Vacquerie-le-Boucq
Vacquerie-le-Boucq település Franciaországban, Pas-de-Calais megyében. Lakosainak száma 70 fő (2022. január 1.). Vacquerie-le-Boucq Boubers-sur-Canche, Boffles, Conchy-sur-Canche, Fortel-en-Artois és Rougefay községekkel határos.

## Népesség
A település népessége az elmúlt években az alábbi módon változott:
| Lakosok száma | 93   | 94   | 91   | 84   | 79   | 77   | 75   | 73   | 70   |
|               | 2013 | 2015 | 2016 | 2017 | 2018 | 2019 | 2020 | 2021 | 2022 |